# アントニオ・サリエリ
アントニオ・サリエリ（Antonio Salieri [anˈtɔːnjo saˈljɛːri]、1750年8月18日 - 1825年5月7日）は、イタリアの作曲家。名前はアントーニオ・サリエーリと表記される場合もある。
神聖ローマ皇帝・オーストリア皇帝に仕える宮廷楽長としてヨーロッパ楽壇の頂点に立った人物であり、またベートーヴェン、シューベルト、リストらを育てた名教育家でもあった。
彼はウィーンで作曲家として、特にイタリア・オペラ、室内楽それと宗教音楽において高い名声を博した。彼の43曲のオペラのうち、もっとも成功したのはパリのオペラ座で初演された『ダナオスの娘たち（Les Danaïdes）』（1784年）と『タラール（Tarare）』（1787年）だった。1778年、ミラノのスカラ座の開場を飾ったのも、彼の『見出されたエウローパ（Europa riconosciuta）』である。
死後はその名と作品を忘れられたが、ピーター・シェーファーによる戯曲『アマデウス』（1979年）、およびその映画版（1984年）の主人公として取り上げられたため、知名度が上昇。2003年に大メゾソプラノ歌手チェチーリア・バルトリがアルバムを出すなど、21世紀に入ってからは音楽家としての再評価の動きもあり、2009年からは生地レニャーゴでサリエリ・オペラ音楽祭が毎年開催されている。

## 生涯
レニャーゴに生まれたサリエリは、幼少の頃からタルティーニの弟子であったヴァイオリニストの兄フランチェスコや、レニャーゴ大聖堂のオルガニストだったジュゼッペ・シモーニの音楽教育を受けた。1763年から翌年にかけて両親が相次いで死亡して孤児となり、はじめは兄のピエトロのいる北イタリアのパドヴァ、ついでヴェネツィアに住んで声楽と通奏低音を学んだ。
ウィーンで活躍していた作曲家フロリアン・レオポルト・ガスマンが1766年にヴェネツィアを訪れたときに当時15歳のサリエリの才能を評価し、彼をウィーンに連れていった。ガスマンはサリエリをウィーンの宮廷に紹介した。以後、サリエリはウィーンに留まり、ここでメタスタジオやグルックらの面識を得た。
サリエリは1768年に最初のオペラ『ヴェスタの処女（La Vestale）』を作曲した（上演されず、消失）。上演された最初のオペラはモリエールの戯曲『女学者』を原作とする同名のオペラ（Le donne letterate、リブレットはジョヴァンニ・ガストーネ・ボッケリーニによる）で、不在だった師のガスマンに代わって19歳のサリエリが作曲し、1770年1月10日にウィーンのブルク劇場で初演された。サリエリとボッケリーニはその後も協力してオペラを発表し続けたが、1772年の喜劇オペラ『ヴェネツィアの市（La fiera di Venezia）』で当たりを取り、サリエリの名声を確立した。
サリエリはグルックによるオペラ改革の支持者であり、早く1771年に最初のオペラ・セリア『アルミーダ（Armida）』（コルテッリーニのリブレット）を作曲しているが、非常にグルック的である。
1774年にガスマンが没すると、皇帝ヨーゼフ2世によってその後継者として宮廷作曲家兼イタリア・オペラ監督に任命された。ヨーゼフ2世が宮廷のイタリア・オペラ座を解散していた期間（1776-1783年）、サリエリはしばしばウィーンを離れて他のために作曲した。そのひとつ、1778-79年のヴェネツィアのカーニバルのために作曲した『やきもち焼きの学校（La scuola de' gelosi）』（マッツォーラのリブレット）は長くヨーロッパ各地で上演された。1780年にはウィーンに戻り、ドイツ語オペラ『煙突掃除人（Der Rauchfangkehrer）』（レオポルト・アウエンブルッガーのリブレット）を作曲して成功している。宮廷のイタリア・オペラ座が再開すると、サリエリは新たに宮廷詩人に任命されたロレンツォ・ダ・ポンテの台本作家としてのデビュー作となる『一日長者（Il ricco d'un giorno）』（1784年初演）を作曲したが失敗に終わった。ついでサリエリはジャンバッティスタ・カスティ (Giovanni Battista Casti) と組んでオペラ『トロフォーニオの洞窟（La grotta di Trofonio）』（1785年初演）を作曲したが、オフェーリア役のアンナ・ストラーチェ（ナンシー・ストレース）が病気で一時的に声を失ったために初演が延期された。このときに書かれた合作頌歌がカンタータ『オフェーリアの健康回復に寄せて』である。カスティとの共同作品としてサリエリはほかに『はじめに音楽、次に言葉（Prima la musica e poi le parole）』（1786年初演）、『タタールの大王フビライハーン（Cublai gran kan de' Tartari）』（当時のロシアを揶揄した内容で、政治的理由で上演されず）を作曲している。
当時、グルックは活動本拠をパリに移し、ウィーンの宮廷楽長であるジュゼッペ・ボンノは引退状態にあったため、サリエリが当時の宮廷でもっとも重要な作曲家になっていた。このために1778年のミラノ・スカラ座のこけら落としのためにオペラ『見出されたエウローパ（Europa riconosciuta）』（マッティア・ヴェラーツィのリブレット）を作曲する栄誉がサリエリに与えられた（ミラノは当時ハプスブルク帝国の支配下にあった）。1788年にボンノが没すると、その後継者として宮廷楽長に任命され、亡くなる直前の1824年まで36年間その地位にあった。
サリエリはイタリアオペラの作曲家として成功したが、1784年から1787年にかけて3曲のフランス語オペラを作曲してパリで名声を得た。1784年に初演された『ダナオスの娘たち（Les Danaïdes）』は、はじめグルックとの共作として発表されたが、後にサリエリのみが作曲者であることが明らかにされた。次作『オラース兄弟（Les Horaces）』（1786年）は失敗に終わったが、ボーマルシェの台本によって1787年に作曲したフランス語オペラ『タラール（Tarare）』では最大の成功を得た。ヨーゼフ2世の要望によって『タラール』はダ・ポンテによってイタリア語に翻案されて『オルムスの王アクスール（Axur, re d'Ormus）』として上演され、こちらも成功した。『タラール』に代表される後期の英雄喜劇あるいは英雄悲劇作品では、サリエリはオペラ・セリアとオペラ・ブッファ、あるいはイタリア・オペラとフランス・オペラという伝統的区分を融合して新しいジャンルの音楽を意図的に生み出している。
墺土戦争の勃発以降、宮廷でのオペラ活動は低調となった。サリエリは1790年を最後としてオペラから離れていたが、1795年以降ふたたび新作を発表するようになった。この時期の作品にはウィリアム・シェイクスピアの戯曲『ウィンザーの陽気な女房たち』を原作とするオペラ『ファルスタッフ（Falstaff, ossia Le tre burle）』（1799年上演）が含まれる。しかし1802年以降は新作を書かなくなった。その後は主に宮廷の教会用に宗教作品を書いた。1804年には大規模な『レクイエム ハ短調』を作曲し、1815年には最後の管弦楽作品である『スペインのラ・フォリアの主題による26の変奏曲 ニ短調』を作曲した。
1817年にはウィーン楽友協会音楽院の指導者に就任し、また、ニューイヤーコンサートで有名なウィーン楽友協会の黄金ホールの設計、特に空間性、音響効果の設計にも携わっている。
亡くなる1年半ほど前からは認知症に苦しみ、1825年5月7日にウィーンで死去した。享年74歳。同年6月22日に行われたサリエリの追悼式では、1804年に作曲された自身の『レクイエム ハ短調』が初演された。
墓所はウイーン中央墓地、Oブロック(第2門を入って左側塀沿い）にある。イタリア出身のため、最後まで流暢なドイツ語が話せなかったといわれている。

## 著名な作曲家への指導
サリエリは高い社会的地位を獲得し、しばしばフランツ・ヨーゼフ・ハイドンなどの著名な作曲家との交際があった。教育者としての評価も高く、彼の薫陶を受けた有名な生徒として、下記のような一流の作曲家が彼の指導の恩恵を受けた。
- ルートヴィヒ・ヴァン・ベートーヴェン
- フランツ・シューベルト
- フランツ・リスト
- カール・チェルニー
- ヨハン・ネポムク・フンメル
- ジャコモ・マイアベーア
- フランツ・クサーヴァー・ジュースマイヤー
モーツァルトの遺作となった『レクイエム ニ短調 K. 626』を完成させたことで知られる。
- フランツ・クサーヴァー・モーツァルト
モーツァルトの息子。

また、ベートーヴェンの『ウェリントンの勝利』初演に参加し、砲手や太鼓奏者のための副指揮者を担当していた。

## モーツァルトとの対立
サリエリに関する事柄で最も有名なのはモーツァルトと対立したことであり、1820年代のウィーンでは、サリエリがモーツァルトから盗作したり、毒殺しようとしたと非難するスキャンダルが起こったりした。ただし、これらは何ひとつ立証されてはいない。これはロッシーニを担ぐイタリア派とドイツ民族のドイツ音楽を標榜するドイツ派の対立の中で、宮廷楽長を長年独占して来たイタリア人のサリエリが標的にされたといわれている（また、モーツァルト自身も「ウィーンで自分が高い地位に付けないのはサリエリが邪魔をするためだ」と主張していたという）。
ただし、映画『アマデウス』などで描かれているような、彼が精神病院で余生を閉じたり、モーツァルトを死に追いやったと告白する場面は当時のスキャンダラスな風聞を元にしており事実とは大きく異なる。実際に彼は死の直前まで入院していたが、それは痛風と視力低下が元で起こった怪我の治療の為である。ただ、身に覚えの無い噂に心を痛めていたらしく、弟子のイグナーツ・モシェレスにわざわざ自らの無実を訴えた所、かえってこれがモシェレスの疑念を呼び、彼の日記に「モーツァルトを毒殺したに違いない」と書かれてしまう結果になる。
彼はそれ以前にも、ロッシーニからも「モーツァルトを本当に毒殺したのか？」と面と向かって尋ねられた事があり、その時は毅然とした態度で否定する余裕があったが、病苦と怪我で気が弱くなっていたのは事実である。
実際の彼は経済的に成功した為か慈善活動にも熱心で、弟子からは一切謝礼を取らず、才能のある弟子や生活に困る弟子には支援を惜しまなかった。職を失って困窮する音楽家やその遺族の為に、互助会を組織し、慈善コンサートを毎年開催し、有力諸侯に困窮者への支援の手紙を書くなどしている。
また、モーツァルトのミサ曲をたびたび演奏し、『魔笛』を高く評価するなど、モーツァルトの才能を認めて親交を持っていたことが明らかとなっている。一方、モーツァルトは1773年（17歳）にピアノのための『サリエリのオペラ「ヴェネツィアの市」のアリア「わが愛しのアドーネ」による6つの変奏曲 ト長調 K. 180 (173a)』を作曲しており、ウィーンでの就職を狙って作られたと考えられている。なお、1791年のモーツァルトの死に際してサリエリは葬儀に参列し、1793年1月2日、ゴットフリート・ヴァン・スヴィーテン男爵の依頼によりサリエリはモーツァルトの遺作『レクイエム ニ短調 K. 626』を初演した。

## 主要作品

### オペラ
- アルミーダ Armida (オペラ・セリア、初演：1771年6月2日 ウィーン)
- ヴェネツィアの市 La fiera di Venezia (オペラ・ブッファ、初演：1772年1月29日 ウィーン)
- 宿屋の女主人 La locandiera (オペラ・ブッファ、初演：1773年6月8日 ウィーン)
- 見出されたエウローパ Europa riconosciuta (オペラ・セリア、初演：1778年8月3日 ミラノ)
- やきもち焼きの学校 La scuola de' gelosi (オペラ・ブッファ、初演：1778年12月 ヴェネツィア)
- 護符 Il Talismano (オペラ・ブッファ、初演：1779年8月21日 ミラノ、再演：1788年9月10日 ウィーン)
- セミラーミデ Semiramide (オペラ・セリア、初演：1782年1月14日 ミュンヘン)
- ダナオスの娘たち Les Danaïdes (トラジェディ・リリック、初演：1784年4月26日 パリ)
当初はクリストフ・ヴィリバルト・グルックとの合作として発表された。
- トロフォーニオの洞窟 La grotta di Trofonio (オペラ・ブッファ、初演：1785年10月12日 ウィーン)
- はじめに音楽、次に言葉 Prima la musica e poi le parole (オペラ・ブッファ、初演：1786年2月7日 ウィーン)
モーツァルトのオペラ『劇場支配人』と競作し、宮廷で初演された。
- オラース兄弟（英語版） Les Horaces (トラジェディ・リリック、初演：1786年12月2日 パリ)
- タラール Tarare (トラジェディ・リリック、初演：1787年6月8日 パリ)
- オルムスの王アクスール Axur, re d'Ormus (オペラ・セリア、初演：1788年1月8日 ウィーン)【演奏例】
『タラール』のイタリア語改訂版。アクスール王はタラールの主君にあたる。
- 花文字 La cifra (オペラ・ブッファ、初演：1789年12月11日 ウィーン)
- ヘラクレイトスとデモクリトス Eraclito e Democrito (オペラ・ブッファ、初演：1795年8月13日 ウィーン)
- ペルシャの女王パルミーラ Palmira, regina di Persia (オペラ・ブッファ、初演：1795年10月14日 ウィーン)
- ムーア人 Il moro (オペラ・ブッファ、初演：1796年8月7日 ウィーン)
- ファルスタッフ Falstaff, ossia Le tre burle (オペラ・ブッファ、初演：1799年1月3日 ウィーン)
- ファルマクーザのチェーザレ Cesare in Farmacusa (オペラ・セリア、初演：1800年6月2日 ウィーン)
- アンジョリーナ L'Angiolina ossia Il matrimonio per Susurro (オペラ・ブッファ、初演：1800年10月22日 ウィーン)
- カプアのアンニーバレ Annibale in Capua (オペラ・セリア、初演：1801年5月19日 ウィーン)

### 宗教作品
- ミサ曲 ハ長調「Missa Stylo a Cappella」 (1767年)
- タントゥム・エルゴ ヘ長調 (1768年)
- ミサ曲 ニ長調『宮廷楽長のミサ（皇帝ミサ）』 (1788年)【演奏例】
- 戴冠式テ・デウム ニ長調 (1790年)
- ミサ曲 ハ長調「Proklamationsmesse」 (1799年)
- レクイエム ハ短調 (1804年) 【演奏例】
- ミサ曲 ニ短調 (1805年)
- ミサ曲 変ロ長調 (1809年)
- キリエ ハ長調 (1812年、未完成)
- マニフィカト ハ長調 (1815年)
- マニフィカト ヘ長調 (1815年)
- レクイエム ニ短調 (1815～20年頃、断片のみ)
- インテ・ドミネ・スペラヴィ 変ホ長調 (1817年)
- キリエ ヘ長調 (断片のみ)

### 管弦楽曲
- 交響曲 ニ長調『聖名祝日』 (1775年)
下記の『ヴェネツィア人』はサリエリ自身ではなく他者の手によるものなので、本作がサリエリが作曲した唯一の交響曲となっている。
- 交響曲 ニ長調『ヴェネツィア人』 (1778～79年) 【演奏例】
サリエリの作品を編集したイタリアの作曲家ルイージ・マレスカルキ（フランス語版）が、『やきもち焼きの学校』（第1楽章）と『突然の出発』（第2、第3楽章）の序曲を組み合わせて演奏会用の3楽章形式の交響曲（シンフォニア）にしたものであり、サリエリ本人が3楽章形式で書いたわけではない。
- 11の行進曲 (1804年頃)
- 行進曲「ラントヴェーア」 (1809年)
- スペインのラ・フォリアによる26の変奏曲 ニ短調 (1815年)

### 協奏曲
- ピアノ協奏曲 ハ長調 (1773年) 【演奏例】
- ピアノ協奏曲 変ロ長調 (1773年)

【演奏例】
- オルガン協奏曲 ハ長調 (1779年？) 【演奏例】
- フルートとオーボエのための協奏曲 ハ長調 (1774年) 【演奏例】
- オーボエ、ヴァイオリン、チェロのための三重協奏曲 ニ長調 (1770年) 【演奏例】
- フルート（オーボエ）と弦楽のための室内協奏曲 ト長調 (作曲年不明) 【演奏例】

### 室内楽曲
- 2つのオーボエとファゴットのための三重奏曲 (作曲年不明)
  - 第1番 ト長調
  - 第2番 変ホ長調
  - 第3番 ハ長調
- ピッコラ・セレナータ（英語版） 変ロ長調 (1778年)
- フーガ ハ長調 (1818年)

### 共作曲
- カンタータ『オフェーリアの健康回復に寄せて』 (1785年)
モーツァルトらと共作したカンタータ。

## 関連作品
- 『モーツァルトとサリエリ』 - モーツァルトの対立というスキャンダルを元に、ロシアの大詩人プーシキンが劇詩を発表している。
  - 『モーツァルトとサリエリ』 - 上記が原作のリムスキー＝コルサコフによるオペラ
- 『アマデウス』 - ピーター・シェーファーによる戯曲（1979年）
  - 『アマデウス』 - 上記の映画化作品で、第57回アカデミー作品賞を受賞（1984年/2001年完全版）

これらの作品はどれもサリエリをモーツァルトに対し深い嫉妬を持ち、きわめて不誠実なことをした人物として描いている。しかし、映画『アマデウス』はサリエリへの新解釈としても知られる。なお『アマデウス』劇中でサリエリは大の甘党として描かれており、①冒頭の自殺未遂の直前、様子のおかしいサリエリに対して召使いが菓子を持参する。②宮中でモーツァルトを初めて目撃する直前、パーティー会場裏に準備された菓子をつまみ食いしようとする。③モーツァルトの妻コンスタンツェが相談に訪れた際に珍しい菓子を勧める。など菓子にまつわる描写が多々見られる。

## 関連文献
- 水谷彰良：『サリエーリ 生涯と作品 モーツァルトに消された宮廷楽長（増補改訂新版）』、復刊ドットコム、ISBN 978-4835456249 (2019年1月19日)。
- 遠藤雅司：『宮廷楽長サリエーリのお菓子な食卓 時空を超えて味わうオペラ飯』、春秋社、ISBN 978-4393485255 (2019年11月29日)。